# Klapavkovití
Klapavkovití (Kinosternidae) je malá čeleď želv, u které jsou si všichni příslušníci podobní.

## Popis
Jsou malí, obvykle asi 15 cm dlouzí. Spodní krunýř je oválný, horní zakulacený a vypadá jako oblý kámen. Spodní krunýř je typicky rozdělen. Skládá se ze širokého nehybného středního můstku a ze dvou přívěsných, pohyblivých plátů, které mohou být vyzdviženy k vrchnímu krunýři. Některé druhy mají však spodní pancíř jen docela malý a v podobě kříže. Prsty jsou opatřeny tenkou plovací blánou.

## Rozšíření
Všechny druhy jsou vodní a zdržují se v pomalu tekoucích vodách nebo v zátočinách řek. Žijí v USA, v Mexiku, ve střední Americe, v severní Brazílii a v Guayaně.

## Druhy
- klapavka americká
- klapavka sonorská
- klapavka štírovitá
- klapavka jihomexická
- klapavka uzavřená
- klapavka hrubonohá
- klapavka žlutavá
- klapavka durangoská
- klapavka západomexická
- klapavka floridská
- klapavka arizonská
- klapavka alamoská
- klapavec Salvinův
- klapavec mexický
- klapavka kýlnatá
- klapavka zploštělá
- klapavka malá
- klapavka obecná
- klapavec zubatý
- klapavec stronosá
- klapavka útloboká
- klapavka yucatanská
- klapavka Dunnova
- klapavka Herreraova
- klapavka běloústá